# Leo Nocta
Leo Nocta, né le 19 août 1992 à Uccle, en Belgique, est un auteur-compositeur-interprète, musicien et producteur belge originaire de Bruxelles.

## Biographie
Leo Nocta commence sa carrière musicale en 2015 en réalisant des vidéos sur YouTube dans lesquelles il joue au piano à Bruxelles, Gand et à Londres. Selon la radio-télévision belge de la Communauté française, il aurait commencé le piano à 4 ans,.
Il a accompagné divers artistes belges tels que Delta, Alex Germys, Alex Lucas, Henri PFR et Mustii sur les scènes belges tels que l'Ancienne Belgique, le Brussels Summer Festival, les Francofolies de Spa et le Sportpaleis d'Anvers,.
En 2018, Leo Nocta accompagne en tant que musicien le groupe Delta au D6bels music awards, où le groupe remporte l'award de la chanson française,.
Leo Nocta a également collaboré avec Loïc Nottet pour qui il a co-composé et produit la bande originale de son court-métrage « Candy », ainsi que les morceaux « Intro », « Farewell » et « Mr/Mme » de son album « Sillygomania », accumulant plus de 30 millions d'écoutes.
En 2019, il a sorti deux singles : « When We All Fall » et « Satellites », avec une vidéo tournée au Planétarium de Bruxelles.
En avril 2019, Leo Nocta assure la première partie d'un concert de Beautiful Badness au Botanique. En novembre 2019, il joue la première partie de Talisco à l'Ancienne Belgique.
En février 2020, Leo Nocta sort son troisième single pop-rock intitulé « Higher Than Here » en hommage à son grand-père,.
Il compose son premier album instrumental néo-classique « in motion » en décembre 2020, accumulant en février 2021 plus de 500.000 écoutes,. Pour le quotidien belge Le Soir, son premier album s'inscrit « dans la grande lignée des Ludovico Einaudi, Yann Tiersen ou plus récemment Noah Vanden Abeele et Sofiane Pamart. ». La chaîne télévision belge LN24 le qualifie de « talent musical », soulignant aussi que son premier album est « composé entièrement pendant le premier confinement. »
Ses influences vont de Frédéric Chopin à Woodkid, comme mentionné dans une interview sur la station radio belge La Première  et l'émission télévisée Plan Cult sur La Trois et TV5 Monde.
En décembre 2021, Leo Nocta sort son deuxième album instrumental "Bleu Minuit". Un an plus tard sortira la réédition de Bleu Minuit "Deluxe" sur vinyle.
En octobre 2023, il présenta au Botanique à Bruxelles la sortie de son album "Ghosts & Shadows",.

## Discographie

### Singles
- 2019 : When We All Fall
- 2019 : Satellites
- 2020 : Higher Than Here
- 2023 : Lost in the Rhythm ft. Ferdi
- 2023 : How Beautiful
- 2023 : Close Enough To You
- 2023 : So Long ft. Alex Lucas

### EP
- 2017 : Origin

### Album
- 2020 : in motion
- 2021 : Bleu Minuit
- 2022 : Bleu Minuit Deluxe
- 2023 : Ghosts & Shadows
- 2024 : Illusions